# William D. Washburn
William Drew Washburn, född 14 januari 1831 i Livermore, Maine, död 29 juli 1912 i Minneapolis, Minnesota, var en amerikansk republikansk politiker och affärsman. Han representerade Minnesota i USA:s senat 1889-1895. Politikerna Israel Washburn, Cadwallader C. Washburn och Elihu B. Washburne var alla hans bröder. Kusinen Dorilus Morrison var den första borgmästaren i Minneapolis.
Han var 1859 med om att grunda First Universalist Church of Minneapolis. Han kandiderade 1864 till USA:s representanthus men förlorade valet den gången. Fjorton år senare lyckades han och var ledamot av representanthuset 1879-1885. Efter tiden i senaten återvände han slutgiltigt till affärslivet. Han var en av de rikaste personerna i Minnesota.
Washburn ligger begravd på Lakewood Cemetery i Minneapolis.